# Stephan Koranyi

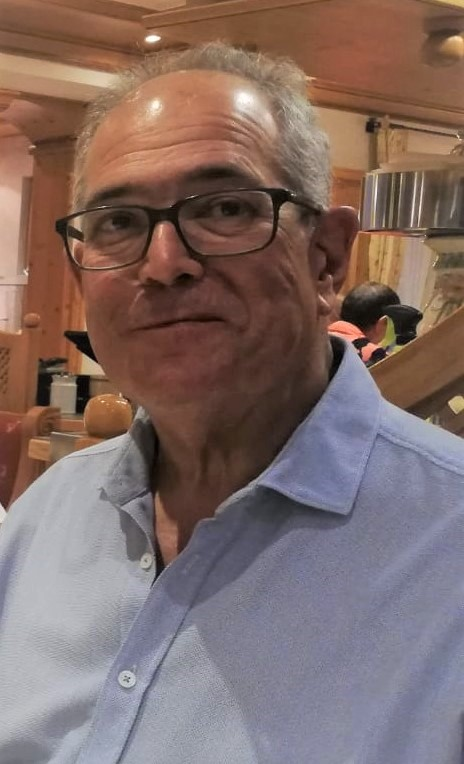
Stephan Koranyi, 2020

Stephan Koranyi (* 13. September 1956 in Bonn; † 11. September 2021 in Pforzheim) war ein deutscher Herausgeber und Autor.

## Leben und Werk
Koranyi studierte Germanistik, Philologie, Philosophie und Theaterwissenschaft an der Freien Universität Berlin und an der Ludwig-Maximilians-Universität München. 1981 erhielt er einen Magister Artium für seine Arbeit zu Goethes Kampagne in Frankreich. Koranyi untersuchte die deutsche Literatur nach Gattung, Form, Inhalt und Motiven sowie autoren- und epochengeschichtlich (insbesondere zu Goethe). 1983 wurde seine Dissertation Autobiographik und Wissenschaft im Denken Goethes an der Philosophischen Fakultät für Sprach- und Literaturwissenschaft II der Ludwig-Maximilians-Universität München angenommen.
1983 bis 1986 war Koranyi im Klassiklektorat des dtv-Verlages zunächst als Volontär und dann als Redakteur tätig. Bis 1987 war er außerdem Dozent an der Ludwig-Maximilians-Universität München.
1985 war er Herausgeber des Romans Gabriele von Johanna Schopenhauer und 1987 Herausgeber des Romans Laudin und die Seinen von Jakob Wassermann. Beide Bücher erschienen bei dtv.
Koranyi war ab Oktober 1986 als Verantwortlicher für Rechte und Lizenzen für den Reclam-Verlag tätig, von 1993 bis 2017 auch als Prokurist. Außerdem gehörte das Lektorat hauptsächlich zeitgenössischer Autoren zu seinen Aufgabengebieten. Unter anderem betreute er Ausgaben des Isländers Jón Kalman Stefánsson und niederländischer Autoren wie Pieter Steinz und J. Bernlef.
Während seiner Zeit bei Reclam gab er mehr als zwanzig Bücher, hauptsächlich mit deutschen Kurzgeschichten und Gedichten, heraus. Als Kenner der deutschen Weihnachtskultur betreute er folgende Titel: Reclams Weihnachtsbuch. Erzählungen, Lieder, Gedichte, Briefe, Betrachtungen, Stuttgart: Reclam (1988), Weihnachtsgedichte (2003), Weihnachtszauber Winternacht. Geschichten und Gedichte (2005) und Und das schönste Fest ist da. Weihnachtliche Gedichte (2005), Gedichte zur Weihnacht (2009), Weihnachten. Gedichte (2011), Fröhliches Fest. Weihnachtsgeschichten (2012).
Koranyi betreute als Lektor bei Reclam Wiglaf Droste und gab nach Drostes Tod im Kunstmann Verlag dessen nachgelassene Gedichte unter dem Titel Tisch und Bett (2020) heraus.

## Publikationen (Auswahl)

### Veröffentlichungen (als Herausgeber bei dtv)
- Johanna Schopenhauer: Gabriele. Roman. Deutscher Taschenbuch Verlag, München 1985, ISBN 3-423-02158-6.
- Jakob Wassermann: Laudin und die Seinen. Roman. Deutscher Taschenbuch Verlag, München 1987, ISBN 3-423-10767-7.

### Veröffentlichungen (als Herausgeber bei Reclam)
- Reclams Weihnachtsbuch. Erzählungen, Lieder, Gedichte, Briefe, Betrachtungen. Reclam, Stuttgart 1988, ISBN 3-15-010352-5.
- Heiteres darüberstehen. Geschichten und Gedichte zum Vergnügen. Reclam, Stuttgart 1990, ISBN 3-15-040004-X.
- Liebe, Liebe, Liebe. Geschichten, Gedichte und Gedanken. Reclam, Stuttgart 1991.
- Weihnachtsgedichte. Reclam, Stuttgart 2003, ISBN 3-15-018291-3.
- Weihnachtszauber Winternacht. Geschichten und Gedichte. Reclam, Stuttgart 2005, ISBN 3-15-010580-3.
- Und das schönste Fest ist da. Weihnachtliche Gedichte. Reclam, Stuttgart 2005, ISBN 3-379-00858-3.
- Alles Gute. Heitere Geschichten. Reclam, Stuttgart 2007, ISBN 978-3-15-010851-2.
- Gedanken sind Kräfte. Bibelworte – Worte zur Bibel. Reclam, Stuttgart 2007, ISBN 978-3-15-010635-8.
- Gedichte zur Weihnacht. Reclam, Stuttgart 2009, ISBN 978-3-15-010719-5.
- Weihnachten. Gedichte. Reclam, Stuttgart 2011, ISBN 978-3-15-018894-1.
- mit Gabriele Seifert: Fröhliches Fest. Weihnachtsgeschichten. Reclam, Stuttgart 2012, ISBN 978-3-15-010884-0.
- mit Gabriele Seifert: Immer heiter auf der Leiter. Geschichten. Reclam, Stuttgart 2013, ISBN 978-3-15-010910-6.
- Reclams Adventskalender. Reclam, Stuttgart 2014, ISBN 978-3-15-010987-8.
- mit Gabriele Seifert: Gute Tage – schöne Stunden: Feriengeschichten. Reclam, Stuttgart 2014, ISBN 978-3-15-010977-9.
- mit Gabriele Seifert: Weihnachtsüberraschung: Geschichten. Reclam, Stuttgart 2015, ISBN 978-3-15-011037-9.
- mit Gabriele Seifert: Verspätung! Geschichten für wenn's mal wieder länger dauert. Reclam, Stuttgart 2015, ISBN 978-3-15-019335-8.
- mit Gabriele Seifert: Weihnachten auf Besuch. Reclam, Stuttgart 2016, ISBN 978-3-15-011077-5.
- Weihnachtsgedichte. Reclam, Ditzingen 2017, ISBN 978-3-15-011132-1.
- mit Gabriele Seifert: Stille Nacht und Feuerwerk: Geschichten und Gedichte. Reclam, Ditzingen 2017, ISBN 978-3-15-011129-1.
- mit Gabriele Seifert: Reclams Adventskalender. Reclam, Ditzingen 2017, ISBN 978-3-15-011134-5.
- mit Gabriele Seifert: Frühling für Fortgeschrittene: Geschichten. Reclam, Ditzingen 2017, ISBN 978-3-15-011089-8.
- Reclams Weihnachtsbuch: Gedichte, Geschichten und Lieder. Reclam, Ditzingen 2019, ISBN 978-3-15-011234-2.
- Reclams Weihnachtsbuch: Gedichte, Geschichten und Lieder. Reclam, Ditzingen, 2023, ISBN 978-3-15-020736-9.

### Veröffentlichungen (als freier Lektor bei Kunstmann)
- Wiglaf Droste: Tisch und Bett. Antje Kunstmann Verlag, München 2020, ISBN 978-3-95614-356-4.